# Georg Kaltschmid (Politiker)
Georg Alois Kaltschmid (* 12. März 1980 in Innsbruck) ist ein österreichischer Politiker der Grünen. Er war vom 28. März 2018 bis 24. Oktober 2022 Abgeordneter zum Tiroler Landtag.

## Leben
Georg Kaltschmid besuchte nach der Volksschule in Walchsee und dem Bundesgymnasium Kufstein die Tourismusfachschule Villa Blanka, wo er 1999 maturierte. Anschließend war in verschiedenen Tourismusbetrieben tätig, 2001 begann er ein Studium der Psychologie an der Universität Innsbruck, 2004 schloss er den ersten Studienabschnitt ab und übernahm den elterlichen Betrieb, den Gasthof Walchseerhof, den er 2009 zum Viersterne-Hotel Walchseer Hof umbaute.
Von 2010 bis 2012 war er Aufsichtsrat des Tourismusverbandes Kaiserwinkl, wo er seit 2012 dem Vorstand angehört. Seit 2015 ist er im Bezirk Kufstein Funktionär der Wirtschaftskammer für die Grüne Wirtschaft. Am 28. März 2018 wurde er in der konstituierenden Landtagssitzung der XVII. Gesetzgebungsperiode als Abgeordneter zum Tiroler Landtag angelobt. Von den Tiroler Grünen wurde er zum Klubobmann-Stellvertreter gewählt.
Bei der Landtagswahl 2022, bei der die Grünen drei Mandate erzielten, kandidierte er auf dem vierten Listenplatz der Landesliste und schied nach der Landtagswahl aus dem Landtag aus.
Seit März 2023 ist Kaltschmid Bundesspartenobfraustellvertreter der Sparte Gewerbe und Handwerk in der Bundeswirtschaftskammer und dort auch Mitglied des Finanzausschusses und Delegierter zum Bundeswirtschaftsparlament.
Seit November 2023 ist Georg Kaltschmid Bundesfinanzreferent der Grünen Wirtschaft Österreich und somit auch in deren Vorstand.